# Dizé milé
Les dizé milé sont des beignets typiques de la cuisine créole guyanaise qui sont traditionnellement servis avec une crème Impériale (marque du commerce), une boule de glace ou du sorbet et avec du champagne,.